# Charles Sturridge
Charles Sturridge (* 24. Juni 1951 in London) ist ein britischer Filmregisseur, Drehbuchautor und Produzent, der einige namhafte Kinofilme und Fernsehminiserien inszeniert hat, darunter Wiedersehen mit Brideshead, Engel und Narren, Gullivers Reisen, Ernest Shackleton oder Lassie kehrt zurück.

## Leben und Karriere
Charles Sturridge wurde 1951 in London, als Sohn von Alyson Bowman Vaughan, geborene Burke, und Jerome Sturridge geboren. Er besuchte das Stonyhurst College und das University College in Oxford, bevor er seine Karriere beim Film als Schauspieler begann. Im Jahr 1968 spielte er Markland in Lindsay Andersons Film, If… und porträtiert den jungen Edward VII in Edward Siebten.
Seine ersten Regieaufgaben übernahm er für Episoden der britischen Serien Coronation Street, Crown Court, World in Action, Strangers und The Spoils of War, bevor er 1981 mit der elfteiligen Fernsehproduktion Wiedersehen mit Brideshead von Evelyn Waugh internationale Anerkennung sammelte. Die Serie gewann 17 Auszeichnungen, darunter zwei Golden Globes und sechs British Academy Film Awards. Seitdem hat er Kinofilme wie Runners – Ausgerissen (1983), Eine Handvoll Staub (1988), Engel und Narren (1991), Fremde Wesen (1997), Lassie kehrt zurück (2005) oder The Scapegoat (2012) inszeniert.
Zu seinen weiteren Fernseharbeiten gehört die Verfilmung von Jonathan Swifts Abenteuer-Klassiker Gullivers Reisen (1996) mit Ted Danson und Mary Steenburgen, die mehrere Emmys gewann. Im Jahr 2000 schrieb und inszenierte er Longitude – Der Längengrad, basierend auf Dava Sobels Roman über das Leben des Uhrmachers John Harrison. Im Jahr 2000 gründete er FIRSTSIGHT Filme, deren erste Produktion war ein Bericht über die Endurance-Expedition von Sir Ernest Shackleton, die Sturridge schrieb und auch selbst inszenierte. Ernest Shackleton (2002) in der Hauptrolle Kenneth Branagh wurde vor Ort in der Arktis gedreht und gewann den BAFTA-Award für die Beste Miniserie. Des Weiteren erhielt er den Radio Times Publikumspreis für das Beste Drama 2002. Shackleton – Verschollen im ewigen Eis war darüber hinaus für sieben Emmys nominiert und gewann zwei der begehrten Trophäen für die Beste Musik und die Beste Kamera. Im Jahr 2009 drehte Sturridge drei Episoden für die Fernsehserie Eine Detektivin für Botswana mit Jill Scott und Anika Noni Rose. 2011 entstand der siebenminütige Kurzfilm Astonish Me, von Stephen Poliakoff geschrieben, anlässlich des 50. Jahrestages des World Wildlife Fund. Der Film wurde in Odeon Cinemas im August 2011 gezeigt und steht auf der WWF-Website und YouTube zur Verfügung.
Seine erste professionelle Theater-Produktion war eine Musical-Version des Charles Dickens Klassikers Harte Zeiten Hard Times, die er als Co-Autor und Regisseur am Belgrade Theatre Coventry in Szene setzte, seitdem folgte gelegentliche Theaterarbeiten wie Die Möwe mit Vanessa Redgrave, Natasha Richardson und Jonathan Pryce und Samuel Becketts Endgame (2006) mit Kenneth Cranham und Peter Dinklage, die am Gate Theatre in Dublin am 100. Geburtstag von Samuel Beckett eröffnet und später am Barbican Theatre fortgeführt wurde.
Charles Sturridge ist seit 1985 mit der Schauspielerin Phoebe Nicholls verheiratet. Die beiden haben gemeinsam drei Kinder, Tom, Arthur und Matilda Sturridge, die ebenfalls alle als Schauspieler tätig sind.

## Filmografie (Auswahl)

### Filme
- 1983: Runners – Ausgerissen (Runners)
- 1987: Aria (Episodenfilm)
- 1988: Eine Handvoll Staub (A Handful of Dust)
- 1991: Engel und Narren (Where Angels Fear to Tread)
- 1993: A Foreign Field (Fernsehfilm)
- 1996: Gullivers Reisen (Fernsehfilm)
- 1997: Fremde Wesen (FairyTale: A True Story)
- 2000: Longitude – Der Längengrad (Longitude, Fernsehfilm)
- 2005: Lassie kehrt zurück (Lassie)
- 2010: The Road to Coronation Street (Fernsehfilm)
- 2012: The Scapegoat
- 2016: Churchill’s Secret (Fernsehfilm)

### Serien
- 1981: Wiedersehen mit Brideshead (Brideshead Revisited, Miniserie, 11 Episoden)
- 2000: Ohio Impromptu (Miniserie, 2 Episoden)
- 2002: Ernest Shackleton (Shackleton, Miniserie, 2 Episoden)
- 2009: Eine Detektivin für Botswana (The No. 1 Ladies’ Detective Agency, 3 Episoden)
- 2013: Dates (2 Episoden)
- 2014: Da Vinci’s Demons (2 Episoden)
- 2018: Strike (2 Episoden)
- 2018: Marcella (3 Episoden)
- 2019: MotherFatherSon (Miniserie, 4 Episoden)
- 2019: Sanditon (2 Episoden)

## Auszeichnungen
- 2002: Emmy-Nominierung in der Kategorie Beste Miniserie für Ernest Shackleton (Shackleton)